# Cuculus lepidus
Cuculus lepidus е вид птица от семейство Cuculidae.

## Разпространение
Видът е разпространен в Индонезия, Източен Тимор и Малайзия.